# Мевенн Бретонский
Мевенн  (лат. Mevennus, родился в Уэльсе — ум. 617 г., Бретань) — святой Римско-Католической Церкви, монах.

## Биография
Мевенн вместе с Самсоном Дольским и Аустолем отправился в из Уэльса в Бретань, чтобы там проповедовать христианство. В Бретани он основал бенедиктинское аббатство, которое впоследствии стало носить его имя. Мевенн являлся духовным наставником короля Думнонии Юдикаэля.

## Источник
- Saint-Méen (abbé), Louis-Gabriel Michaud, Biographie universelle ancienne et moderne : histoire par ordre alphabétique de la vie publique et privée de tous les hommes avec la collaboration de plus de 300 savants et littérateurs français ou étrangers, 2e édition, 1843—1865